# Lâm Ngữ Đường
Lâm Ngữ Đường (Phồn thể: 林語堂, Giản thể: 林语堂 10 tháng 10 năm 1895 – 26 tháng 3 năm 1976), tên chữ Ngọc Đường (玉堂), là một nhà văn Trung Quốc. Ông được xem là người có công lớn trong việc giới thiệu văn hóa Trung Quốc ra thế giới qua những tác phẩm viết bằng tiếng Anh, bàn về nghệ thuật, văn hóa và nhân sinh quan của người Trung Quốc.

## Thiếu thời
Lâm Ngữ Đường chào đời tại thị trấn Ban Tử thuộc Chương Châu, tỉnh Phúc Kiến, đông nam Trung Quốc. Vùng đất cao nguyên này để lại dấu ấn sâu đậm trong tâm thức đến nỗi ông thường tự nhận mình là đứa con của rừng núi. Cha là mục sư Trưởng Lão, Lâm Ngữ Đường được trưởng dưỡng trong đức tin Cơ Đốc, nhưng đến tuổi trưởng thành ông từ bỏ niềm tin truyền thống của gia đình để đến với Khổng giáo và Phật giáo. Tuy nhiên, hơn ba mươi năm sau, Lâm Ngữ Đường quay trở lại với Cơ Đốc giáo, "Trở về với Kinh Thánh, tôi thấy Kinh Thánh không chỉ là quyển sách ghi lại những dữ kiện lịch sử, nhưng cũng ghi lại sự mặc khải chính xác qua Chúa Giê-xu; chính sự mặc khải đó đã đem Thượng đế xuống ngang tầm mắt tôi để tôi có thể nhận biết Ngài." Những trải nghiệm này được ông thuật lại trong tác phẩm From Pagan to Christianity (1959).

## Học vấn
Lâm Ngữ Đường đậu bằng cử nhân tại Đại học St John ở Thượng Hải, rồi nhận học bổng bán phần cho chương trình tiến sĩ tại Đại học Harvard. Về sau ông viết rằng chính tại Thư viện Widener (thư viện chính thuộc hệ thống thư viện Đại học Harvard), ông mới bắt đầu khám phá bản thân và khởi đầu cuộc sống sinh động, dù không bao giờ đi xem một trận đấu thể thao nào giữa Harvard và Yale. Dù vậy, ông sớm rời khỏi Harvard khi học bổng bị cắt, nợ nần chồng chất, và vợ ông phải giải phẫu ruột thừa. Hai người tìm đến Pháp, ở đây Lâm làm việc cho YMCA, dạy chữ cho các công nhân người Hoa bị đem đến đất nước này trong Chiến tranh thế giới thứ hai. Năm 1921, nhờ đồng mác mất giá ông sang Đức, lấy bằng tiến sĩ ngôn ngữ học tại Đại học Jena ở Leipzig trong năm 1923. Ông về nước và dạy văn chương Anh tại Đại học Bắc Kinh (1923 – 1926).

## Văn học
Tiến sĩ Lâm hoạt động rất tích cực trong nỗ lực phổ biến văn học cổ điển cũng như nhân sinh quan Trung Hoa ở phương Tây. Ông hệ thống hóa Quốc Ngữ La Mã Tự, ứng dụng bảng chữ cái tiếng Latin cho Tiếng Phổ thông.
Sau năm 1928, Lâm Ngữ Đường đến sống tại Hoa Kỳ. Ông dịch các tác phẩm Trung Hoa sang tiếng Anh, chúng rất được yêu thích ở đây. Theo gợi ý của Pearl Buck, năm 1935 ông viết cuốn My Country and My People (吾國與吾民，Ngã quốc dữ ngã dân), đến năm 1937 là quyển The Importance of Living (生活的藝術，Sinh hoạt đích nghệ thuật). My Country and My People, tác phẩm miêu tả cách tinh tế và thẳng thắn tính cách cùng não trạng của người Trung Quốc, được dịch sang nhiều ngôn ngữ khác nhau đồng thời khiến Lâm Ngữ Đường trở thành nhà văn Trung Hoa đầu tiên có tên trong danh sách các tác giả có sách bán chạy nhất của tờ New York Times. Trong khi đó, quyển The Importance of Living với văn phong ý nhị chiếm một vị trí trong bản liệt kê sách bán chạy nhất toàn quốc năm 1938. Những tác phẩm khác của Lâm Ngữ Đường gồm có Between Tears and Laughter (啼笑皆非, Đề tiếu giai phi) (1943), The Importance of Understanding (1960), The Chinese Theory of Art (1967), cùng các tiểu thuyết như Moment in Peking (京華煙雲，Kinh hoa yên vân) (1939), và The Vermilion Gate (朱門，Châu môn) (1953). Ông cũng soạn quyển Từ điển Thông dụng Hoa-Anh.
Nhiều tác phẩm của Lâm Ngữ Đường là một phần trong nỗ lực nối kết hai nền văn hóa Đông và Tây. Trong thập niên 1970, có vài lần ông được đề cử Giải Nobel Văn chương.

## Sáng chế
Không chỉ là học giả và nhà văn, Lâm Ngữ Đường còn là người thích máy móc. Hán tự là chữ tượng hình cấu thành bởi nhiều ngàn nét khác nhau nên rất khó ứng dụng các kỹ thuật in ấn hiện đại, do đó trong một thời gian dài hầu như không có triển vọng nào cho phát minh một loại máy đánh chữ tiếng Hoa. Từ thập niên 1920, khi còn sống ở Bắc Kinh, Lâm Ngữ Đường đã quan tâm tìm kiếm giải pháp cho trở ngại này bằng cách chế tạo máy đánh chữ tiếng Hoa. Đến giữa năm 1940, nhờ những khoản lợi tức từ tiền bán sách, ông đầu tư nhiều hơn cho đề án. Với 72 phím, sáng chế này của Lâm Ngữ Đường cho phép người sử dụng tạo ra tổng cộng 7 000 ký tự. Dù được tán dương bởi các chuyên gia về Hán tự, thiết bị được tung ra thị trường ngay giữa lúc Trung Hoa có chiến tranh với Nhật Bản làm Lâm Ngữ Đường thua lỗ khoảng 100.000 USD và bị khánh kiệt. Ông và vợ phải bán căn hộ chung cư ở New York để trả nợ rồi sang Paris. Sau khi từ nhiệm chức Giám đốc Nghệ thuật và Văn chương UNESCO (chỉ vài tháng sau khi nhậm chức), Lâm Ngữ Đường và vợ di chuyển xuống miền nam nước Pháp, sống đạm bạc, trồng khoai tây trên sân thượng và viết sách để gây dựng lại gia sản. Ngoài ra, ông cũng lấy bằng sáng chế cho một số phát minh nhỏ khác như bàn chải đánh răng và pha chế kem đánh răng.

## Các hoạt động khác
Năm 1954, Lâm Ngữ Đường được mời đến Singapore giữ chức Viện trưởng Đại học Nangyang mới được thành lập và chưa hoạt động. Sáu tháng sau ông quay lại Pháp sau khi những sáng kiến của ông không được thực hiện, và khi đại học tân lập này vẫn chưa hoạt động.
Từ năm 1965, Lâm Ngữ Đường và vợ đến sống ở Đài Loan.
Vợ ông, Lưu Thúy Phượng, cũng viết sách dạy nấu ăn. Những công thức nấu ăn của bà đã giúp quảng bá ẩm thực Trung Hoa ở Mỹ. Lâm Ngữ Đường viết lời giới thiệu cho một trong những bộ sưu tập ẩm thực Trung Hoa của con gái ông, Lâm Tương Như. Con gái thứ hai của ông, Lâm Thái Ất, là tổng biên tập tạp chí Readers’ Digest bản tiếng Hoa từ năm 1965 đến 1988.
Sau khi mất, Lâm Ngữ Đường được an táng tại nhà riêng ở Dương Minh Sơn, Đài Bắc, Đài Loan. Ngôi nhà nay là Thư viện Tưởng niệm Lâm Ngữ Đường, trong khi ngôi nhà của Lâm Ngữ Đường ở Ban Tử, nơi ông chào đời, cũng trở thành viện bảo tàng.

## Tác phẩm
- (1935) My Country and My People, Reynal & Hitchcock, Inc., (A John Day Book)
- (1936) A History of the Press and Public Opinion in China, Kelly and Walsh
- (1937) The Importance of Living, Reynal & Hitchcock, Inc., (A John Day Book)
- (1938) The Wisdom of Confucius, Random House, The Modern Library
- (1939) Moment in Peking (Kinh hoa yên vân), A John Day Book Company
- (1940) With Love & Irony, A John Day Book Company
- (1940) Leaf in the Storm, A John Day Book Company
- (1942) The Wisdom of China and India, Random House
- (1943) Between Tears & Laughter, A John Day Book Company
- (1944) The Vigil of Nation, A John Day Book Company
- (1947) The Gay Genius: The Life and Times of Su Tungpo, A John Day Book Company
- (1948) Chinatown Family, A John Day Book Company
- (1948) The Wisdom of Laotse, Random House
- (1950) On the Wisdom of America, A John Day Book Company
- (1951) Widow, Nun and Courtesan: Three Novelettes From the Chinese Translated and Adapted by Lin Yutang, A John Day Book Company
- (1952) Famous Chinese Short Stories, Retold by Lin Yutang, A John Day Book Company
- (1953) The Vermilion Gate, A John Day Book Company
- (1955) Looking Beyond, Prentice Hall (Xuất bản England as The Unexpected island, Heinemann)
- (1957) Lady Wu, World Publishing Company
- (1958) The Secret Name, Farrar, Straus and Cudahy
- (1959) The Chinese Way of Life, World Publishing Company
- (1959) From Pagan to Christianity, World Publishing Company
- (1960) Imperial Peking: Seven Centuries of China, Crown Publishers
- (1960) The Importance of Understanding, World Publishing Company
- (1961) The Red Peony, World Publishing Company
- (1962) The Pleasure of a Nonconformist, World Publishing Company
- (1963) Juniper Loa, World Publishing Company
- (1964) The Flight of Innocents, G. P. Putnam's Sons
- (1973) Chinese-English Dictionary of Modern Usage, Hong Kong Chinese University

### Tác phẩm đã dịch ra tiếng Việt
- "Khói lửa kinh thành" (Tức "Kinh Hoa yên vân", The Moment in Peking), Vi Huyền Đắc dịch, Gió Bốn Phương xuất bản.
- Sống đẹp, Nguyễn Hiến Lê dịch, Sài Gòn, 1964; Hà Nội, Nhà xuất bản Văn hóa, tái bản, 1993, 1999
- Tình sử Võ Tắc Thiên, Vũ Hùng dịch, Thành phố Hồ Chí Minh, Nhà xuất bản Trẻ, 1989
- Hội họa Trung Hoa qua lời các vĩ nhân và danh họa, Trịnh Lữ dịch, Nhà xuất bản Mỹ thuật, 2005
- Trung Hoa đất nước con người, Trần Văn Từ dịch, Nhà xuất bản Văn hóa thông tin, 2001